# 恋人たちの肖像
『恋人たちの肖像』（こいびとたちのしょうぞう）は、1991年に宝塚歌劇団星組で上演された太田哲則作・演出によるミュージカル・プレイ（形式名）。18場。併演はレビュー作品の『ナルシス・ノアール』。
19世紀末の中欧を舞台に繰り広げられる若い恋人たちの悲恋の物語。
その後宝塚歌劇団で上演された作品の題材が幾重にも盛り込まれている。
- ゾフィー…『エリザベート』1996年
- クリストフII世…『ルートヴィヒII世』2000年
- ヴィクトールとマリー・ファーレン…『うたかたの恋』1993年

## 公演期間と公演場所
- 1991年5月10日 - 6月25日[2]（新人公演：6月7日[3]）　宝塚大劇場
- 1991年8月4日 - 8月29日[4]（新人公演：8月13日[5]）　東京宝塚劇場

## スタッフ
※氏名の後ろに「宝塚」、「東京」の文字がなければ両劇場共通。
- 作・演出：太田哲則[1]
- 作曲・編曲：吉崎憲治[2]
- 編曲：橋本和明[2]
- 音楽指揮：橋本和明（宝塚）[2]、清川知巳（東京）[4]
- 振付：アキコ・カンダ[2]
- 装置[2]：石濱日出雄、関谷敏昭
- 衣装：任田幾英[2]
- 照明：今井直次[2]
- 小道具：万波一重[2]
- 効果：切江勝[2]
- 音響監督：松永浩志[2]
- 演出助手：石田昌也[2]
- 舞台進行：渡辺勝彦[2]
- 製作担当：横川美次（東京）[4]
- 制作：小林公一[2]

## 主な登場人物
- フリードリッヒ・タインブルク伯爵(フリッツ) (自称｢欧州を駆けめぐる貿易商｣だが、金になるなら何でもするという神出鬼没の快男児)
- ゾフィ・アメリア・オイゲーニュ(ヴュルテンベルグ大公妃)
- クリストフII世(オランエン王国の王)
- ヴィクトール・ヴィルヘルム公爵(大公の甥だが、共和主義に共鳴している)
- カロリーネ(ゾフィの妹。クリストフII世の婚約者)
- ルートヴィカ公爵夫人(ゾフィの母。クリストフII世の叔母)
- コッスート男爵(急進派の共和主義者。ヴィクトールを大統領にしようともくろむ)
- シュテファニー公女(ヴィクトールの婚約者)
- イルマ・シュターレイ夫人(ゾフィの側近)
- マックス・クラウス刑事

## 主な配役
※氏名の前に「宝塚」、「東京」の文字がなければ両劇場共通。
本公演
- フリードリッヒ・タインブルク伯爵[2]、フリッツ[2]（日向薫）
- ゾフィ・アメリア・オイゲーニュ[2]（毬藻えり）
- クリストフII世[2]（紫苑ゆう）
- ヴィクトール・ヴィルヘルム公爵[2]（麻路さき）
- カロリーネ[2]（白城あやか）
- ルートヴィカ公爵夫人[2]（千雅てる子）
- カール・テオドア（泉つかさ）[2]
- イーダ（町風佳奈）[2]
- ヘレナ（宝塚：乙原愛[2]）（東京：羽衣蘭[4]）
- マチルダ（麻丘奈里）[2]
- コッスート男爵[2]（夏美よう）
- シュテファニー公女[2]（万理沙ひとみ）
- マリー・ファーレン男爵公女（宝塚：花愛望都[2]）（東京：乙原愛[4]）
- イルマ・シュターレイ夫人[2]（洲悠花）
- マックス・クラウス刑事（一樹千尋）[2]
- ハンス・グッデン刑事（英りお）[2]
- ラリッシュ伯爵夫人（葉山三千子）[2]
- グスタフ・ポンベルス大尉（千珠晄）[2]
- アルトール・ギースル少尉（稔幸）[2]
- アグネス（出雲綾）[2]
- ミッツィ・カスパー（万里柚美）[2]
- ヴェルテンベルグ大公（宝塚：?）（東京：箙かおる[4]）
- ベルタ（宝塚：?）（東京：貴柳みどり[4]）

新人公演
- フリードリッヒ（稔幸）[3]
- ゾフィ（万理沙ひとみ）[3]
- クリストフII世（神田智）[3]
- ヴィクトール（絵麻緒ゆう）[3]
- カロリーネ（神矢夕紀）[3]
- イルマ・シュターレイ夫人（彰乃早紀）[3]
- ラオス・コッスート（光樹すばる）[3]
- ゲオルグ・ルッツ（雅景）[3]
- ニコラス・アンドラーシ（千歳まなぶ）[3]
- ボンベルス大尉（三枝みづき）[3]
- ギールス少尉（希佳）[3]
- マックス・クラウス刑事（真中ひかる）[3]
- 大公（宝塚：?）（東京：京極彩之[5]）